# Měsíc autorského čtení

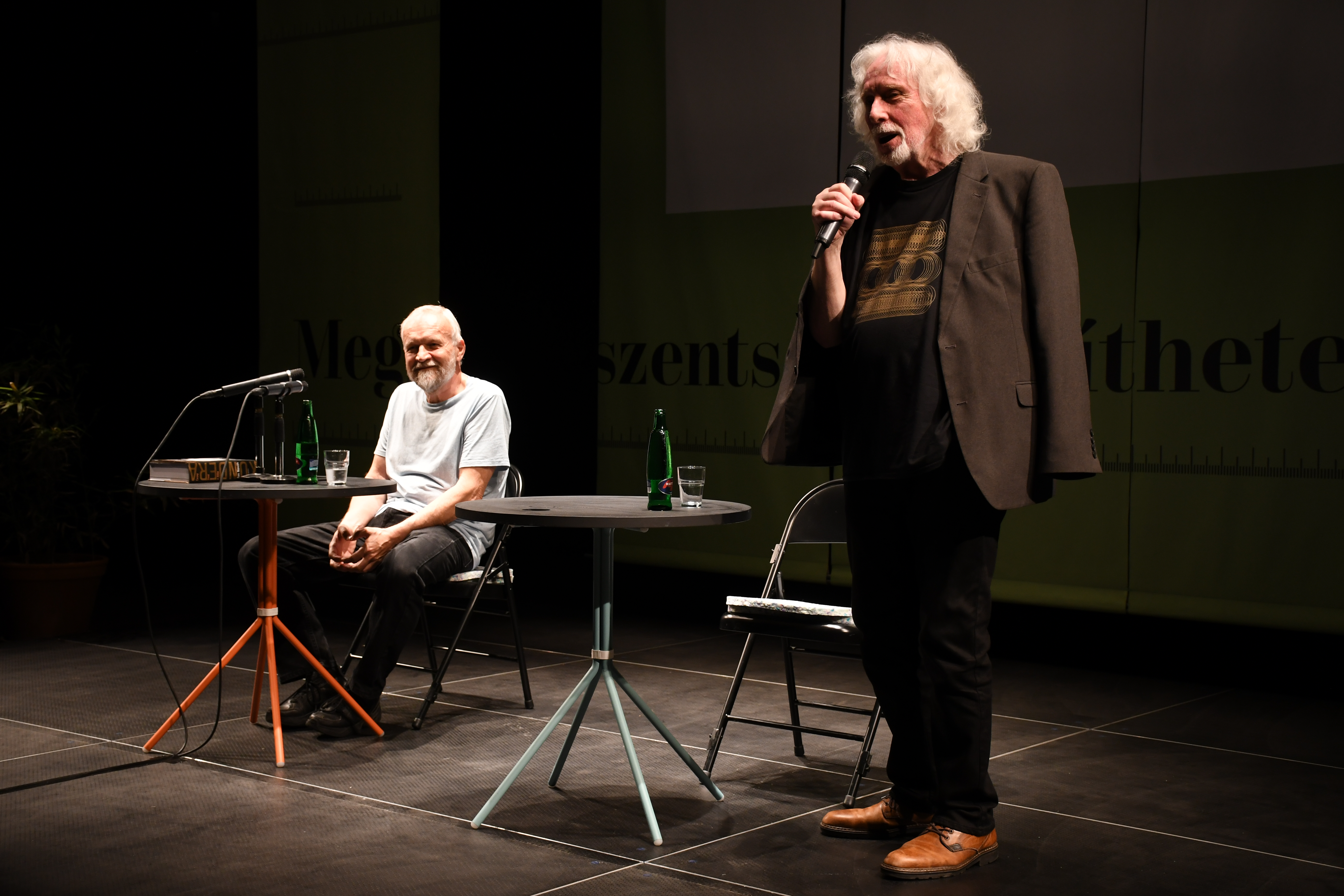
Jan Novák a Petr Oslzlý během zahajovacího večera Měsíce autorského čtení 2020.

Měsíc autorského čtení je český literární festival, který od roku 2000 pořádá brněnské nakladatelství a agentura Větrné mlýny. Probíhá v době letních prázdnin každodenně od 1. do 31. července.

## Historie
V letech 2000 až 2004 se festival konal v prostorách brněnského Kabinetu múz v Sukově ulici (bývalé HaDivadlo), v roce 2005 zahraniční linie v Kabinetu múz, čtení poezie v Paláci šlechtičen a české beletrie v Centru experimentálního divadla – Divadle Husa na provázku na Zelném trhu, kde se festival koná dosud.
V letech 2000–2004 měl festival jedenatřicet programových večerů. Od roku 2005 se postupně rozšiřoval do dnešní podoby, kdy každý večer probíhají dvě autorská čtení, jedno věnované české literatuře a druhé zahraničnímu čestnému hostu festivalu. Od doby, kdy se festival rozšířil o zahraniční linii, do současnosti byli čestnými hosty festivalu následující země či města: v roce 2005 Slovensko, v roce 2006 autoři z Berlína, v roce 2007 běloruští autoři, v roce 2008 kanadští autoři. Důležitým tématem devátého ročníku festivalu v roce 2008 byl i spisovatel Pavel Kohout, který 20. července oslavil na festivalu své osmdesáté narozeniny. Červenec 2009 byl specifický tím, že se Měsíc autorského čtení rozrostl ještě o jednu linii s názvem Dialog Brno – Stuttgart, a to při příležitosti dvacátého výročí partnerství měst Brna a Stuttgartu, a čestným hostem festivalu bylo Rakousko. V roce 2010 přijeli do Brna spisovatelky a spisovatelé z Francie. Během tohoto ročníku Měsíce autorského čtení došlo také poprvé k rozšíření festivalu mimo své „rodné“ Brno, a to do Ostravy, kde probíhal v divadle Stará Aréna. Čestným hostem v roce 2011 byli autoři z Polska a festival se počínaje tímto rokem koná rovněž v polské Wroclawi a slovenských Košicích, v roce 2012 pak byli čestným hostem autoři ze Slovinska. V roce 2013 byli čestným hostem festivalu německojazyční autoři. V roce 2014 byli čestným hostem autoři ze Skotska, v roce 2015 autoři z Ukrajiny, v roce 2016 spisovatelky a spisovatelé ze Španělska. Od roku 2015 probíhá festival také v ukrajinském Lvově.
Prakticky probíhá vystoupení spisovatele tak, že je po krátkém úvodu, ve kterém jej některý z organizátorů představí, pozván před publikum, usedne za přichystaný stůl a buď se s diváky krátce pozdraví, nebo začne rovnou číst. Podle přání autora se v sále zhasne nebo zůstane rozsvíceno. V případě zahraniční linie je kromě spisovatele přítomen i tlumočník a je promítán přeložený text na plátno vedle autora (nebo nad autorem). U projektoru s počítačem je tedy přítomný ještě další člověk, který posouvá český (ukrajinský, polský, slovenský) překlad textu, který čte autor ve svém rodném jazyce.
Festival na sebe nabaluje řadu dalších aktivit: v rámci festivalové edice Knihovna MAČ jsou knižně publikovány nové překlady, vzniká filmová čítanka s portréty spisovatelů z čestné země aj. 
V roce 2017 byli hosty festivalu spisovatelky a spisovatelé z Gruzie, v roce 2018 autoři z Turecka, ročník 2019 patřil rumunské literatuře, rok 2020 Maďarsku. V roce 2021 měli být hosty festivalu autoři z Islandu, ale kvůli složité covidové situaci byli nakonec zahraničními hosty autoři ze Slovenska. Islandští autoři se tak přesunuli na rok 2022. V roce 2023 bylo čestným hostem Norsko.

## Seznam autorů
Seznam autorů, kteří vystoupili na Měsíci autorského čtení od roku 2000: 